# Suwałki (gmina)
Suwałki est une gmina rurale du powiat de Suwałki, Podlachie, dans le nord-est de la Pologne. Son siège est la ville de Suwałki, bien qu'elle ne fasse pas partie du territoire de la gmina.
La gmina couvre une superficie de 264,82 km2 pour une population de 6 467 habitants.

## Géographie
La gmina inclut les villages de Biała Woda, Białe, Bobrowisko, Bród Mały, Bród Nowy, Bród Stary, Burdyniszki, Cimochowizna, Czarnakowizna, Czerwony Folwark, Dubowo Drugie, Dubowo Pierwsze, Gawrych-Ruda, Gielniewo, Huta, Korkliny, Korobiec, Kropiwne Nowe, Kropiwne Stare, Krzywe, Kuków, Kuków-Folwark, Leszczewek, Leszczewo, Lipniak, Magdalenowo, Mała Huta, Niemcowizna, Nowa Wieś, Okuniowiec, Osinki, Osowa, Piertanie, Płociczno-Osiedle, Płociczno-Tartak, Poddubówek, Potasznia, Przebród, Słupie, Sobolewo, Stara Turówka, Stary Folwark, Taciewo, Tartak, Trzciane, Turówka Nowa, Wasilczyki, Wasilczyki-Gajówka, Wiatrołuża Pierwsza, Wigry, Wychodne, Zielone Drugie, Zielone Kamedulskie, Zielone Królewskie et Żyliny.
La gmina borde la ville de Suwałki et les gminy de Bakałarzewo, Filipów, Jeleniewo, Krasnopol, Nowinka, Przerośl, Raczki et Szypliszki.